# Gabbia del pozzo Scotti
La gabbia del pozzo Scotti è la copertura in cemento, vetro e ferro battuto di un pozzo artesiano, collocato di fronte alle Terme Berzieri nel piazzale omonimo di Salsomaggiore Terme, in provincia di Parma; realizzata nel 1912, l'opera è considerata uno dei simboli del liberty cittadino.

## Storia

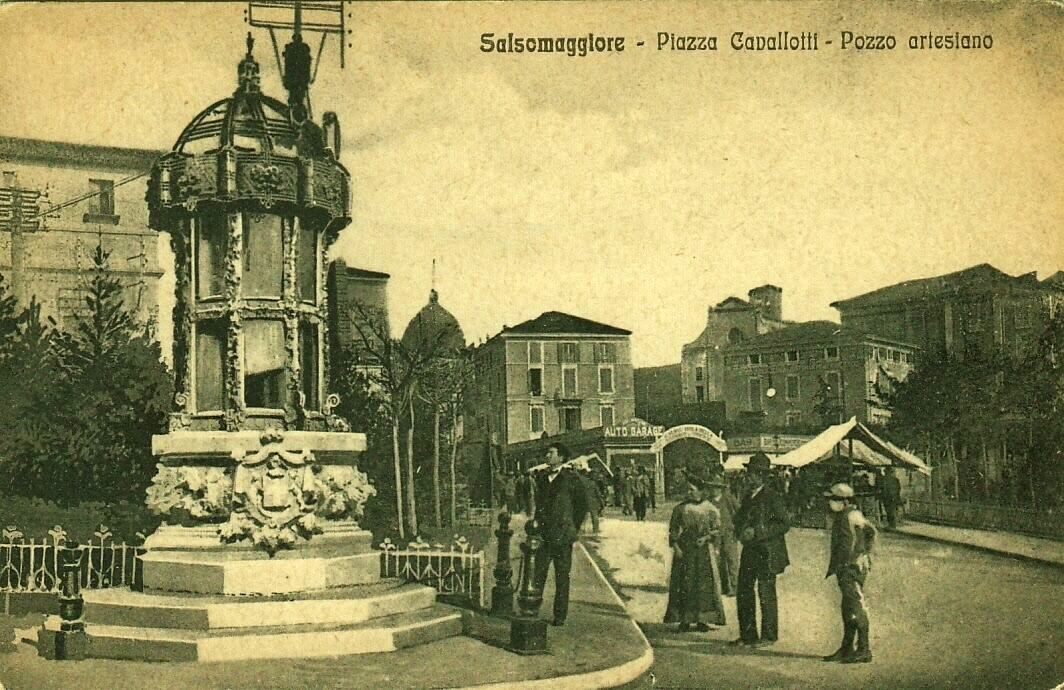
La gabbia del pozzo Scotti negli anni 1910

Il pozzo tradizionale originario, scavato a mano fino alla profondità di 57 m, consentiva, tramite secchi, una ridotta estrazione di acqua salsobromoiodica, perciò nel 1864 fu trivellato fino a raggiungere i 308 m.
Il pozzo artesiano, affidato in gestione alla società del marchese Guido dalla Rosa Prati 11 anni dopo, verso la fine del XIX secolo fu danneggiato da un cedimento del terreno; si rese quindi necessaria una nuova perforazione, fino alla ragguardevole profondità di 715 m, che consentì all'acqua di fuoriuscire naturalmente a un'elevata pressione; tuttavia, quest'ultima subì una graduale diminuzione, fino ad annullarsi dopo poco più di un anno, con la conseguente chiusura del pozzo.
Nel 1912 la "Società Dalla Rosa & Corazza e C.", intenzionata a riattivare il pozzo collocato di fronte alle Terme Berzieri in costruzione, incaricò l'architetto Giuseppe Boni di progettare un'artistica copertura della fonte, che potesse metterla in risalto. L'opera in ferro battuto fu probabilmente disegnata dall'artista Alessandro Mazzucotelli e realizzata nell'officina di Antonio Veronesi.
L'anno seguente, terminati i lavori, grazie all'applicazione di una pompa a gas compresso, il pozzo fu rimesso in funzione.

## Descrizione

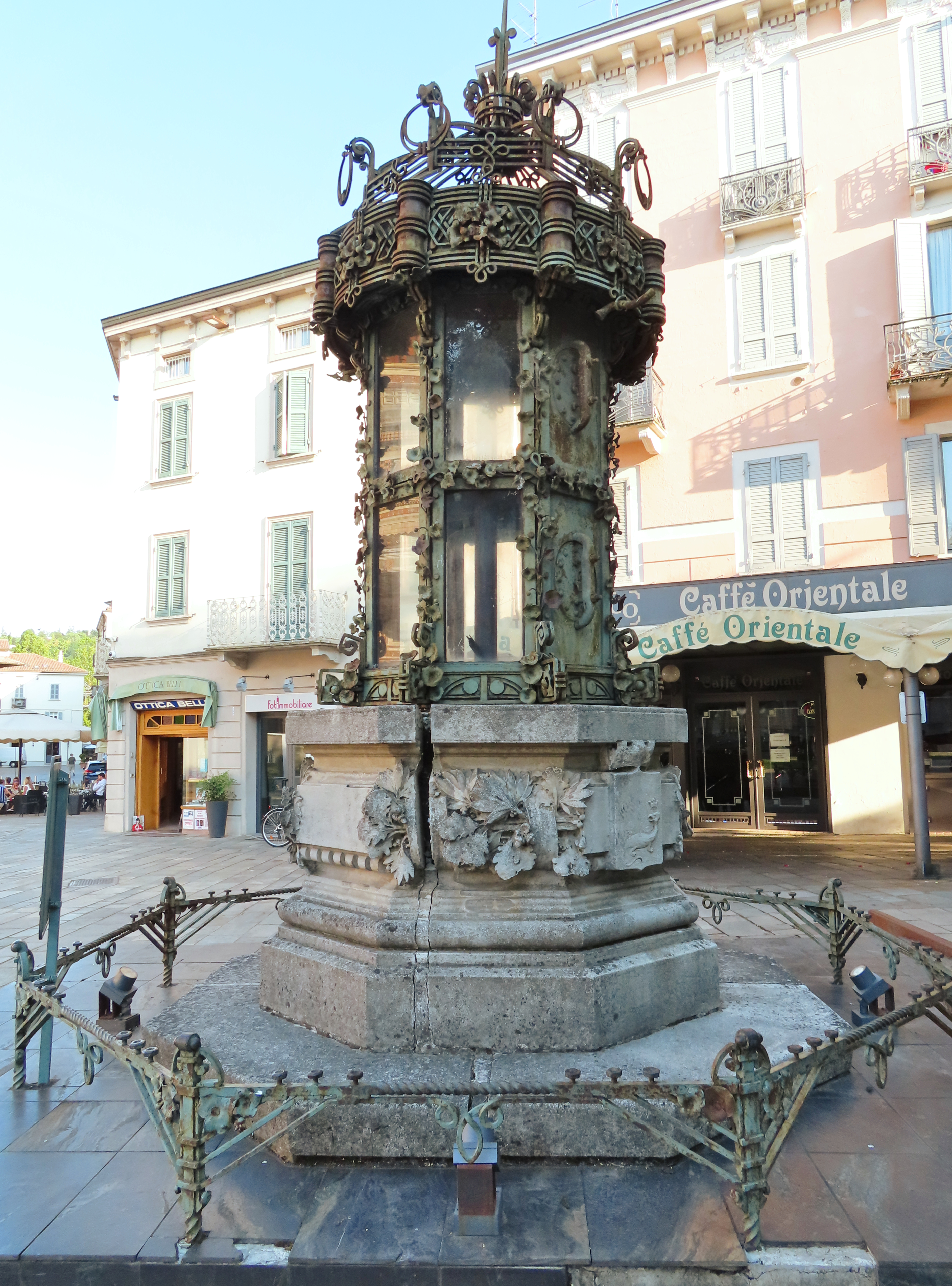
Lato nord

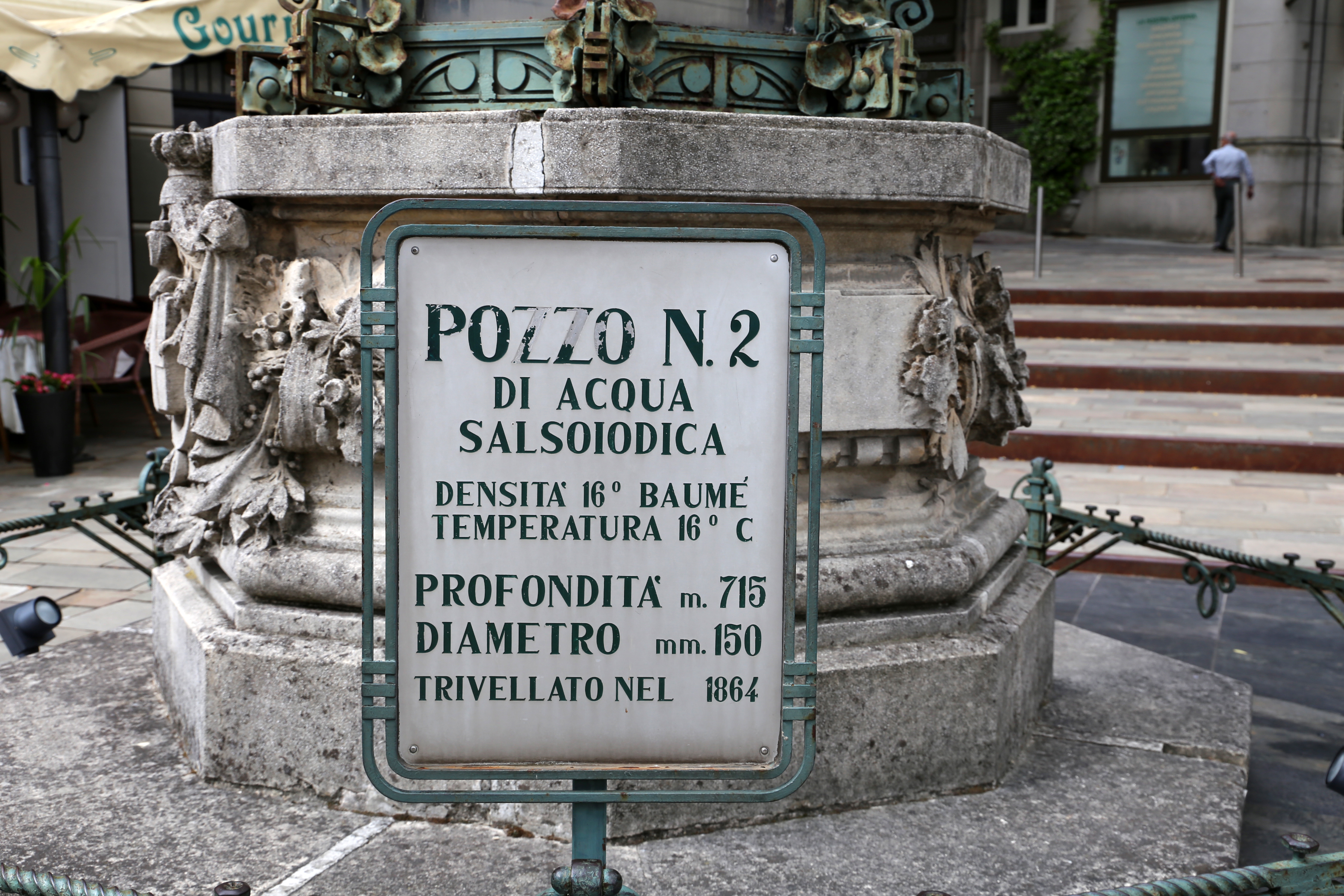
Il basamento in cemento e la targa coi dati tecnici del pozzo

L'opera si sviluppa su una pianta ottagonale.
Il basamento in cemento è adornato con altorilievi raffiguranti su quattro facce ghirlande di fiori e foglie e su due delle altre altrettanti stemmi. L'alta gabbia sovrastante, chiusa su ogni fronte da due vetri sovrapposti, è costituita da una struttura in ferro battuto, ornata con intrecci floreali molto simili a quelli del vicino Grand Hotel Regina; a coronamento, sopra a una fascia aggettante riccamente decorata si eleva lo scheletro di una piccola cupola, culminante in un fastigio a punta.